# Stefan Dahlbo
Stefan Dahlbo, född den 30 april 1959 i Helsingborg, är en svensk civilekonom.
Dahlbo var 1984-1991 handlare på olika fondkommissionärsbolag, bland andra Alfred Berg. 1991 kom han till HQ-sfären och var 1995-2000 VD i HQ AB och 2000-2007 vice VD i Investment AB Öresund. Då HQ Bank i augusti 2010 förlorade sin oktroj och av Finansinspektionen tvingades i likvidation var Dahlbo sedan tre månader bankens VD. Stefan Dahlbo är sedan 2007 ordförande i Svenska tennisförbundet. Han har även haft styrelseuppdrag i börsbolagen Wihlborgs, Fabege och Klövern. Dahlbo är VD och koncernchef i Fabege sedan 2019. Han är även styrelseledamot i Nordstjernan Kredit AB och Byggmästare Anders J Ahlström Holding AB (publ).